# بولنسلان
بولنسلان (بالفريزية الغربية: Boelensloane)‏ هي بلدة صغيرة ببلدية أختكارسبيلن بمقاطعة فرايزلاند شمالي هولندا.